# Dikarboxylová kyselina
Dikarboxylové kyseliny (též diové kyseliny nebo diacidy) jsou karboxylové kyseliny, které obsahují dvě karboxylové skupiny (−COOH). Obecný molekulární vzorec pro dikarboxylové kyseliny lze zapsat jako HOOC−R−COOH, kde R může být alifatický nebo aromatický uhlovodíkový řetězec.
Obecně platí, že dikarboxylové kyseliny vykazují podobné chemické chování a reaktivitu jako monokarboxylové kyseliny. Jsou však silnějšími kyselinami než odpovídající monokarboxylové kyseliny.
Pro lidský organismus jsou například velmi důležité dvě dikarboxylové kyseliny – kyselina asparagová a kyselina jantarová. Kyselina asparagová je součástí bílkovin a má významnou roli při metabolismu živých organismů, kde je intermediátem močovinového cyklu a jedním z hlavních substrátů pro syntézu purinových i pyrimidinových bází. Kyselina jantarová je zodpovědná za energetický metabolismus a je nedílnou součástí všech živých organismů.
Průmyslově vyráběné dikarboxylové kyseliny se například používají při přípravě kopolymerů, jako jsou polyamidy a polyestery. Důležitými karboxylovými kyselinami pro jejich syntézu jsou například kyselina adipová a kyselina sebaková.

## Dělení dikarboxylových kyselin
Dikarboxylové kyseliny se dělí podle uhlovodíkové řetězce na:
- nasycené kyseliny – jsou kyseliny odvozené od nasycených uhlovodíků (mají ve svém řetězci pouze jednoduché vazby)
- nenasycené – jsou kyseliny odvozené od nenasycených uhlovodíků (mají ve svém řetězci alespoň jednu dvojnou nebo trojnou vazbu)
- aromatické – jsou kyseliny odvozené od aromatického jádra (benzenu)
- ostatní

### Nasycené dikarboxylové kyseliny
Nasycené dikarboxylové kyseliny mají karboxylové skupiny navázány na uhlovodíkové řetězce alkanů. Alkany jsou nasycené uhlovodíky, které mají ve svém řetězci pouze jednoduché vazby C–C. Alkany patří mezi alifatické sloučeniny, neboť neobsahují aromatické cykly. V tabulce je prvních deset nasycených dikarboxylových kyselin.
| Délka řetězce | Triviální název    | Systematický název   | Funkční vzorec   |
| ------------- | ------------------ | -------------------- | ---------------- |
| 2             | Kyselina šťavelová | Kyselina ethandiová  | HOOC–COOH        |
| 3             | Kyselina malonová  | Kyselina propandiová | HOOC–CH2–COOH    |
| 4             | Kyselina jantarová | Kyselina butandiová  | HOOC–(CH2)2–COOH |
| 5             | Kyselina glutarová | Kyselina pentandiová | HOOC–(CH2)3–COOH |
| 6             | Kyselina adipová   | Kyselina hexandiová  | HOOC–(CH2)4–COOH |
| 7             | Kyselina pimelová  | Kyselina heptandiová | HOOC–(CH2)5–COOH |
| 8             | Kyselina suberová  | Kyselina oktandiová  | HOOC–(CH2)6–COOH |
| 9             | Kyselina azealová  | Kyselina nonandiová  | HOOC–(CH2)7–COOH |
| 10            | Kyselina sebaková  | Kyselina dekandiová  | HOOC–(CH2)8–COOH |

### Nenasycené dikarboxylové kyseliny
Nenasycené dikarboxylové kyseliny mají karboxylové skupiny navázány na uhlovodíkové řetězce alkenů (s dvojnou vazbu C = C) nebo alkynů (s trojnou vazbu C ≡ C). Alkeny a alkyny patří mezi alifatické sloučeniny, neboť neobsahují aromatické cykly. Několik příkladů nenasycených dikarboxylových kyselin je uvedeno v tabulce.
| Triviální název                | Molekulární vzorec |
| ------------------------------ | ------------------ |
| Kyselina malienová             |                    |
| Kyselina fumarová              |                    |
| Kyselina acetylendikarboxylová |                    |
| Kyselina glutakonová           |                    |
| Kyselina traumatická           |                    |
| Kyselina muková                |                    |
| Kyselina citrakonová           |                    |
| Kyselina meskafonová           |                    |
| Kyselina itaková               |                    |

### Aromatické dikarboxylové kyseliny
Aromatické dikarboxylové kyseliny obsahují šestiúhelníkovou molekulu benzenu. Mezi aromatické dikarboxylové kyseliny patří například kyselina tereftalová, která se používá pro syntézu plastů (PET), nebo estery kyseliny ftalové, které se používají pro výrobu změkčovadel.
| Triviální název      | Molekulární vzorec |
| -------------------- | ------------------ |
| Kyselina ftalová     |                    |
| Kyselina isoftalová  |                    |
| Kyselina tereftalová |                    |
| Kyselina difenová    |                    |

### Další příklady dikarboxylových kyselin
- Kyselina vinná – je obsažena například v ananasu, banánech a nezralých hroznech.
- Kyselina jablečná – účastní se citrátového cyklu
- kyselina α-ketoglutarová – meziprodukt v citrátovém cyklu
- Kyselina oxaloctová – účastní se Krebsova cyklu, glukoneogeneze a je konečným produktem degradace některých aminokyselin
- Kyselina asparagová – proteinogenní α-aminokyselina, je intermediátem močovinového cyklu a jedním z hlavních substrátů pro syntézu purinových i pyrimidinových bází
- Kyselina tetrahydrofolová – je biologicky významný derivát kyseliny listové (vitamínu B9)
- NMDA – N-methyl-D-asparagová kyselina